# Wernhard (Niederaltaich)
Wernhard (* um 1250; † 1317 in Niederaltaich) war ein  Benediktiner und von 1289 bis 1317 Abt der Abtei Niederaltaich.
Aufgrund seiner guten Beziehungen zu den Herzögen Otto III. und Stephan I. von Niederbayern erreichte Abt Wernhard 1307 die Gerichtshoheit der Abtei über ihre Besitzungen. Seitens des Passauer Bischofs Bernhard von Prambach wurde Abt Wernhard zum Visitator der Klöster des Benediktinerordens innerhalb der Diözese Passau bestellt.
Ein wichtiger Aspekt des Abbatiats  Wernhards war die Bautätigkeit innerhalb seiner Abtei. So ließ Wernhard 1295 Teile der Klostergebäude abbrechen und mit der baulichen Erneuerung der Klosteranlage beginnen. Ab 1306 erfolgte der Neubau des gotischen Hallenlanghauses der Klosterkirche, deren bereits 1270 geweihter Hallenchor Abt Hermann errichtet hatte. Die Gesamtweihe der Kirche fand erst 1326 statt.